# Forstera bidwillii
Forstera bidwillii là một loài thực vật có hoa trong họ Stylidiaceae. Loài này được Hook.f. mô tả khoa học đầu tiên năm 1852.